# لغليميين (لغنيميين)
لغليميين هي إحدى مشيخات المملكة المغربية، تتبع جغرافيا لإقليم برشيد وإداريًا للغنيميين. يقدر عدد سكانها بـ 6266 نسمة حسب الإحصاء الرسمي للسكان والسكنى لسنة 2004.